# Tommy Aaron
Thomas Dean Aaron (* 22. Februar 1937) ist ein US-amerikanischer Profigolfer, der im Jahr 1973 das Masters in Augusta gewann. Hierüber hinaus ist er bekannt dafür, beim Masters im Jahr 1968 seinem Kollegen Roberto DeVicenzo ein Par anstelle des von ihm gespielten Birdies in die Scorekarte eingetragen zu haben. DeVicenzo unterschrieb die fehlerhafte Karte hierauf arglos und verlor das Masters gegen Bob Goalby.

## Karriere
Aaron wurde in Gainesville, Georgia geboren, wo es keinen Golfplatz gab. Dennoch fand er eine Möglichkeit, mit 12 Jahren Golf zu spielen, und gewann zweimal die Georgia Open. Er studierte an der University of Florida, wo er Mitglied beim Kappa-Alpha-Orden wurde. Dort spielte er von 1956 bis 1959 für die Florida Gators. 1958 verlor er bei der US-Amateur-Meisterschaft gegen Charles Coe, spielte jedoch 1959 im Walker Cup Team. 1960 schloss er mit einem Bachelor in Betriebswirtschaft ab. Kurz darauf wurde er Profigolfer. Jedoch sollte es neun Jahre dauern, bis ihm sein erster Sieg bei den Canadian Open im Jahr 1969 gelang. Er vertrat die USA im Ryder Cup zwischen 1969 und 1973, verlor jedoch viermal. Der Höhepunkt seiner Karriere geschah 1973, als er das Masters gewann, wo er schon zwischen 1967 und 1970 beständig unter den Top 10 platziert war. Selbst im Jahr 2000 gelang es ihm noch im Alter von 63 Jahren, den Cut beim Masters zu schaffen, was bis dahin niemandem gelungen war. Als Senior Golfer gewann er in den 80er und 90er Jahren insgesamt 3,65 Millionen Dollar auf der Champions Tour.

## Vorfall beim Masters 1968
In der Endrunde beim Masters im Jahr 1968 war Aaron mit Roberto DeVicenzo in einem Flight und notierte dessen Ergebnis. Am 17. Loch lag DeVicenzo in Führung und spielte ein Birdie. Aaron notierte jedoch ein Par auf DeVicenzos Scorekarte. Nach dem 18. Loch unterschrieb DeVicenzo in Euphorie über sein hervorragendes Spielergebnis die fehlerhafte Scorekarte ohne Gegenprüfung, welche ihm von Aaron vorgehalten wurde. Das Regelwerk der PGA verlangte hierauf die Anerkennung des schlechteren Ergebnisses. Es fand eine abschließende öffentliche Besprechung zwischen der Spielleitung, DeVicenzo und Bob Goalby statt, der das gleiche Ergebnis gespielt hatte. In dieser Besprechung wurde Bob Goalby zum Sieger ohne Stechen erklärt. Bobby Jones – der Gründer des Masters – blieb dieser Unterredung fern. DeVicenzo bezeichnete sich hierauf als „größten Trottel der Golfgeschichte“. Aaron behauptete, nicht aus Vorsatz gehandelt zu haben. Dennoch notierte ihm sein Flightpartner Johnny Miller im Jahr 1973 ebenso einen Schlag mehr auf der Scorekarte. Aaron erkannte den Fehler nach Abschluss, bestand auf Korrektur und gewann das Masters.